# 伊藤洸
伊藤 洸（いとう こう、1943年 - ）は日本の精神科医、精神分析家。

## 略歴
1943年 パラオ島に生まれる。
1968年、東北大学医学部を卒業し、1969年から1976年、岩手県立南光病院に勤務。1977年より武田病院診療部長。

## 著書
- 『青年の精神病理 2』（小此木啓吾編、分担執筆、弘文堂） 1980.1
- 『臨床社会心理学 第2号 統合と拡散』（分担執筆、至文堂） 1980.2
- 『こころの精神医学 ニュー・タイプのノイローゼ』（武田専共編著、東京美術） 1983.1
- 『精神医学事典 増補版』（加藤正明編、共編著、弘文堂） 1985.11
- 『依存症 ほどよい依存のすすめ』 (サイエンス社、ライブラリこころの危機Q&A 3) 2011.6

## 翻訳
- 『コフート入門 自己の探究』（P・H・オーンスタイン編、岩崎学術出版社、現代精神分析双書 第2期14巻） 1987.12
- 『自己と対象世界 アイデンティティの起源とその展開』（E・ジェイコブンソン、岩崎学術出版社、現代精神分析双書 第 2期第6巻[1]） 1990.1
- 『新装版 コフート自己心理学セミナー』（ミリアム・エルソン編、金剛出版） 2017.10